# Röhren-Sackträger

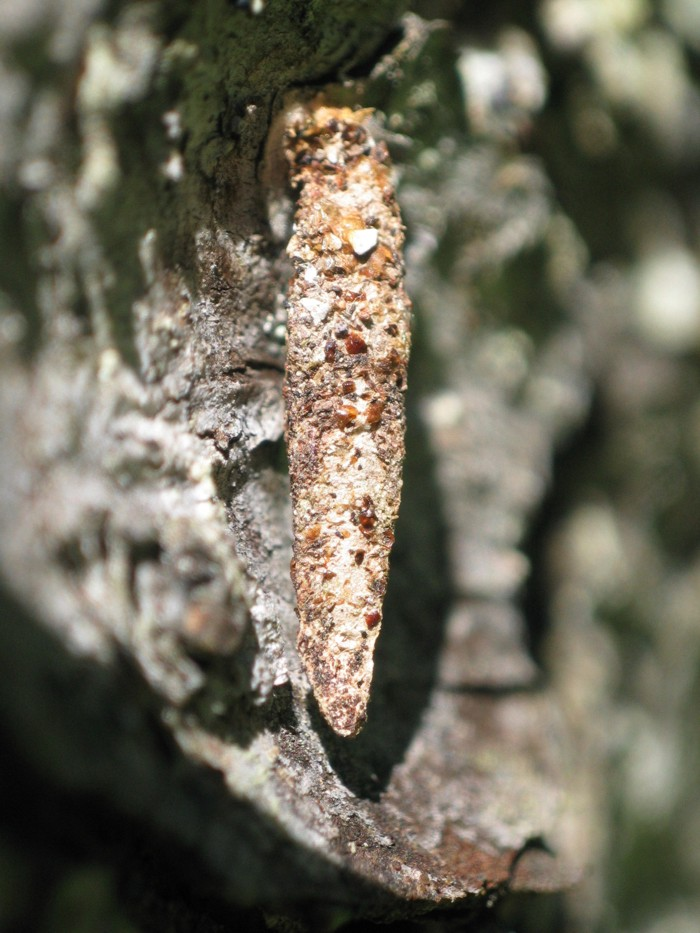
Raupensäckchen des Röhren-Sackträgers

Der Röhren-Sackträger (Taleporia tubulosa) ist ein Schmetterling aus der Familie der Echten Sackträger (Psychidae).

## Merkmale

### Falter
Die erwachsenen Tiere sind durch einen deutlichen Geschlechtsdimorphismus geprägt. Die lang gestreckten Flügel der Männchen erreichen eine Spannweite von etwa 16 bis 20 Millimetern, sind von glänzender graubrauner bis gelblich brauner Grundfärbung und zeigen eine meist undeutliche netzartige Zeichnung. Am Flügelrand befinden sich lange Fransen. Weibliche Tiere ähneln Maden, sind rötlich braun gefärbt, haben einen walzenförmigen Körper und am Hinterleib ein Büschel gelbgrauer Afterwolle. Sie besitzen keine Flügel, jedoch gut entwickelte Beine.

### Raupe
Die Raupen sind weißgelb gefärbt, haben einen schwarzbraunen Kopf und ebensolche Brustschilde. Sie spinnen sich in eine sackartige Wohnröhre ein. Deren Querschnitt ist rund bis dreikantig, etwa 14 bis 16 Millimeter lang und hat einen gleichmäßigen Durchmesser von zwei bis drei Millimetern. An der Außenseite befestigt die Raupe kleinste Pflanzenteilchen und Sandkörner.

### Ähnliche Arten
- Die ähnlichen männlichen Falter von Taleporia politella sind anhand der geringfügig größeren Flügelspannweite, den etwas gestreckteren, mehr lehmgelb gefärbten und weniger netzartig gezeichneten Flügeln zu unterscheiden. Auch ist die Sackröhre etwas länger.

## Verbreitung und Vorkommen
Die Art ist in Europa lokal weit verbreitet, von Südschottland durch West- und Mitteleuropa, östlich bis nach Russland, zum Balkan und im Norden bis in die hohen Breiten Fennoskandinaviens. Zum Mittelmeerraum hin ist sie weniger häufig. Im Gebirge ist sie noch in 1800 Metern Höhe anzutreffen.  Die Tiere bewohnen überwiegend Laub- und Nadelholzwälder.

## Lebensweise
Die männlichen Falter fliegen von Mai bis Juli. Sie besuchen selten künstliche Lichtquellen. Während des gesamten Raupenstadiums bleibt die Raupe in ihrer Schutzhülle und verpuppt sich auch darin. Der männliche erwachsene Schmetterling verlässt den Raupensack und sucht das flugunfähige Weibchen auf, das außen auf der Sackröhre sitzt, um sich zu paaren. Beide Geschlechter haben eine sehr kurze Lebenszeit von nur wenigen Tagen. Die Raupen ernähren sich bevorzugt von Grünalgenarten sowie verschiedenen Holz- und Gesteinsflechtenarten. Die Larvensackröhre der Tiere wird an Stämmen, Pfosten und Mauern in einer Höhe von meist ein bis zwei Metern befestigt.

## Gefährdung
Die Art ist in Deutschland in allen Bundesländern zahlreich anzutreffen und wird deshalb auf der Roten Liste gefährdeter Arten als nicht gefährdet eingestuft.